# Changement de politique des autorités d'occupation américaines du Japon
Le Changement de politique des autorités d'occupation américaines du Japon, aussi appelé Reverse Course en anglais, et gyaku kōsu (逆コース) en japonais, commence approximativement entre 1947 et 1948 et dure jusqu'à la fin de l'occupation en 1952. Occupés tout d'abord à supprimer l'ancien gouvernement japonais et ses politiciens responsables de la guerre, il s'agit maintenant pour les Américains de renforcer le Japon pour le transformer en bastion face au communisme qui se répand en Asie.
Les raisons de ce changement se trouvent à la fois dans les événements généraux que dans le développement au Japon. D'une part, il est dû à l'escalade de la guerre froide, de la guerre de libération de la Chine (en) et de l'inévitable guerre de Corée. D'autre part, il est dû à l'inflation nationale, l'augmentation de la pauvreté, et l'expansion des partis gauchistes, le Japon semblant basculer vers le communisme en raison d'une opposition au gouvernement japonais et aux autorités d'occupation, et en particulier de Douglas MacArthur, chef suprême des forces américaines du Japon. Le changement de politique peut être comparé au plan Marshall en Europe. Voir le Plan Dodge.
L'occupation met en place progressivement une démocratisation, avec des réformes agraires, une purge des responsables officiels de l'ultra-nationalisme japonais, et la suppression des conglomérats zaibatsu et des yakuzas. Elle fait adopter une nouvelle constitution du Japon, avec notamment l'article 9 qui empêche le Japon de maintenir une armée de métier. Cette constitution et les lois liées sont rédigées par les pro-New Deal rooseveltiens.

## Signification pour la politique intérieure japonaise
En résultat au changement de politique, les fonctionnaires perdent le droit de faire grève et les syndicats du secteur privé perdent une grande partie de leur pouvoir de négociation. En outre, une sévère répression est menée contre les zaibatsu et les yakuzas. La création des forces japonaises d'autodéfense est également autorisée. Les politiciens conservateurs peuvent revenir au pouvoir, et le parti libéral-démocrate peut se développer. L'opposition au changement de politique contribuera aux protestations contre le traité de coopération mutuelle et de sécurité entre les États-Unis et le Japon de 1960.

## Signification pour la politique étrangère japonaise
Selon l'historien George F. Kennan, le Japon sert de moteur industriel de l'Asie orientale, et par extension, une économie japonaise puissante a empêché le communisme de se répandre en Asie. Une remilitarisation du Japon en a fait la pierre angulaire de la politique sécuritaire américaine en Asie orientale. Selon l'histoire officielle du département d'État américain, « Durant le changement de politique, le commandant suprême des forces d'occupation, le général Douglas MacArthur, s'est concentré sur le renforcement, et non plus la punition, de ce qui allait devenir un allié clé dans la guerre froide ».